# Lomekwi
Lomekwi is een archeologische site in de Keniaanse Grote Riftvallei aan de westzijde van het Turkanameer. Artefacten gevonden bij Lomekwi 3 (LOM3) suggereren dat er al 3,3 miljoen jaar geleden sprake was van rolsteenwerktuigen. Dit zou betekenen dat techniek niet slechts voorbehouden was aan het geslacht Homo. De vondsten werden gedaan door een team onder leiding van Sonia Harmand van de Stony Brookuniversiteit. Zij heeft voorgesteld deze industrie het Lomekwian te noemen, aangezien deze zich zou onderscheiden van het Oldowan.
Eerder dateerden de oudste stenen werktuigen van de industrie van het Oldowan van zo’n 2,6 miljoen jaar geleden, waarmee het begin van het Vroeg-paleolithicum werd gedefinieerd. Daarmee zou Australopithecus garhi de eerste mensachtige zijn geweest die gebruik maakte van stenen werktuigen. Voorheen werd dit gedacht van Homo habilis, de belangrijkste reden dat deze tot Homo werd gerekend en de handige mens genoemd werd.
De werktuigen zouden mogelijk bewerkt kunnen zijn door Kenyanthropus platyops — waar het team van Harmand eigenlijk naar op zoek was — of Australopithecus afarensis.